# Alfa Romeo 185T
L'Alfa Romeo 185T è una vettura di Formula 1 utilizzata dalla scuderia omonima nella stagione 1985, l'ultima per la casa milanese.
Progettata da John Gentry e Mario Tollentino non ottenne punti (miglior piazzamento fu la nona posizione con Riccardo Patrese nel Gran Premio di Gran Bretagna), tanto che la scarsa competitività del modello portò la scuderia a utilizzare nuovamente il modello 184T (dell'anno precedente), con la specifica B, anche nella stagione 1985, a partire dal Gran Premio di Gran Bretagna per Cheever, e dal successivo per Patrese.
Era spinta dal propulsore turbo 1.5 L V8 tipo 890T.

## Stagione
La stagione 1985 di Formula 1 fu molto impegnativa per Alfa Romeo, che schierò la nuova monoposto 185T con l’obiettivo di tornare competitiva in un campionato dominato da team molto più attrezzati. La vettura, progettata da Mauro Forghieri, montava il motore turbo V8 Alfa Romeo 890T da 1.5 litri, capace di buona potenza ma afflitto da problemi di affidabilità.
I piloti titolari erano Riccardo Patrese, al terzo anno con il team, ed Eddie Cheever, al debutto con Alfa Romeo. Entrambi affrontarono una stagione difficile, spesso costretti al ritiro a causa di guasti meccanici, soprattutto legati al motore e alla trasmissione. Quando riuscivano a portare la vettura al traguardo, ottenevano risultati modesti, con qualche punto conquistato soprattutto su circuiti dove il peso e la potenza erano meno determinanti, come Monaco.
A metà stagione Alfa Romeointrodusse la versione aggiornata 185B, con modifiche volte a migliorare affidabilità e prestazioni, ma senza riuscire a recuperare il gap tecnico rispetto ai top team. Il bilancio finale vide Alfa Romeo lontana dalla zona podio e dai risultati di rilievo, segnando un periodo di difficoltà per il marchio storico.

## Risultati completi
| Anno | Team                     | Motore               | Gomme | Piloti  |     |     |     |     |    |     |    |   |  |  |  |  |  |  |  |  | Punti | Pos. |
| ---- | ------------------------ | -------------------- | ----- | ------- | --- | --- | --- | --- | -- | --- | -- | - |  |  |  |  |  |  |  |  | ----- | ---- |
| 1985 | Benetton Team Alfa Romeo | Alfa Romeo 890T V8 T | G     | Patrese | Rit | Rit | Rit | Rit | 10 | Rit | 11 | 9 |  |  |  |  |  |  |  |  | 0     | 12º  |
| 1985 | Benetton Team Alfa Romeo | Alfa Romeo 890T V8 T | G     | Cheever | Rit | Rit | Rit | Rit | 17 | 9   | 10 |   |  |  |  |  |  |  |  |  | 0     | 12º  |

| Legenda | 1º posto     | 2º posto | 3º posto    | A punti         | Senza punti/Non class.  | Grassetto – Pole position Corsivo – Giro più veloce |
| Legenda | Squalificato | Ritirato | Non partito | Non qualificato | Solo prove/Terzo pilota | Grassetto – Pole position Corsivo – Giro più veloce |